# Kia Cerato
Kia Cerato  este un automobil compact produs de producătorul sud-coreean de automobile Kia Motors din 2003. În 2008, Cerato a fost înlocuit cu Kia Forte, cu toate acestea, numele "Cerato" a fost folosit în continuare pe numele pe unele piețe.

## Prima generație (LD; 2003-2008)
Kia Cerato a fost introdus în Coreea de Sud în 2003, pe aceeași platformă cu Hyundai Elantra (XD) și același motor cu Hyundai Beta II (G4GC)  (CVVT).
Acesta a înlocuit Sephia / Mentor berlină și hatchback-ul Shuma.
În America de Nord, numele "Spectra" a fost folosit atunci când a fost introdus pentru modelul anului 2004, cu "Spectra5" desemnând versiunea hatchback. În Europa, Cerato a fost înlocuit cu Kia cee'd.

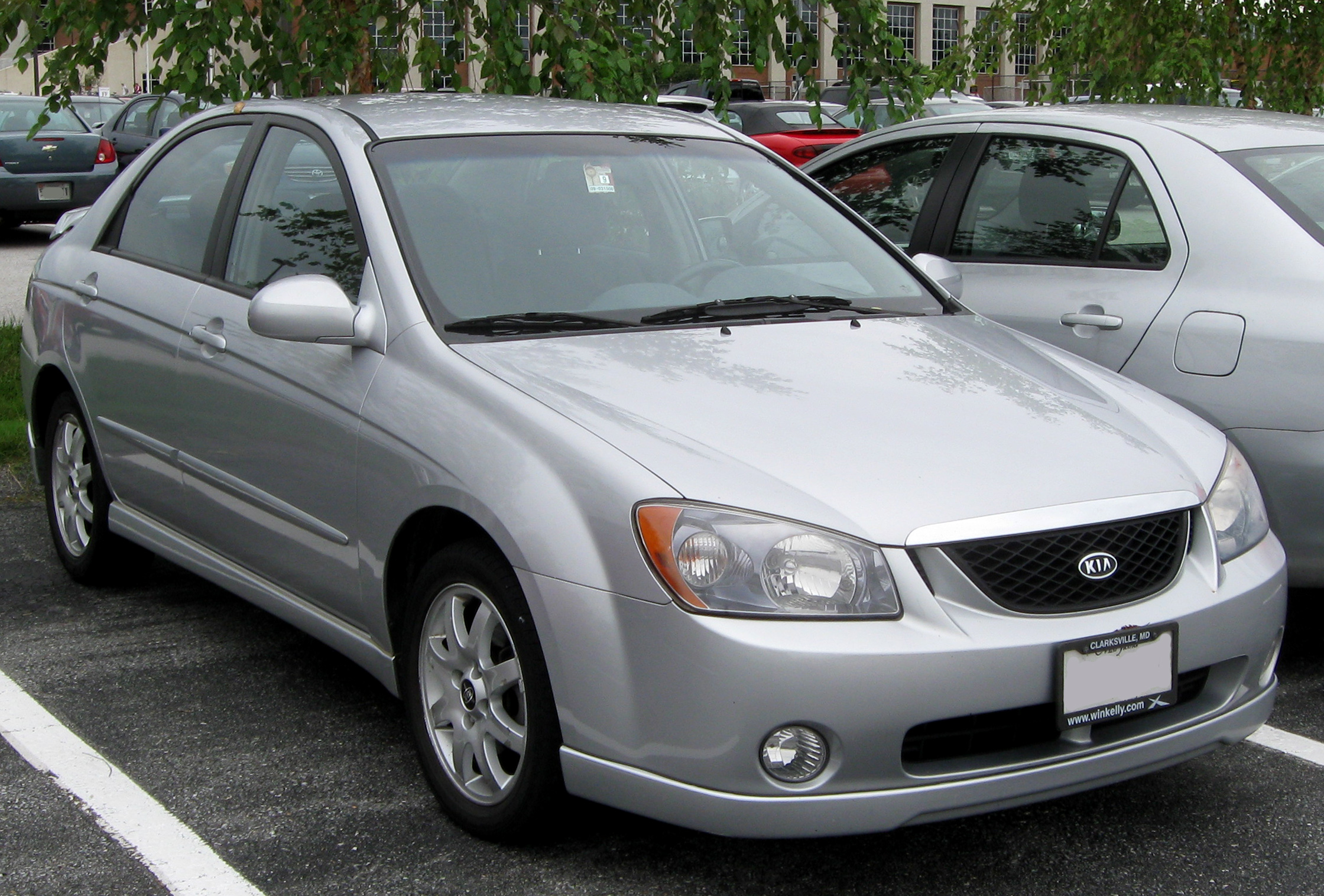
MY2004-2006 Kia Spectra sedan SX (SUA)
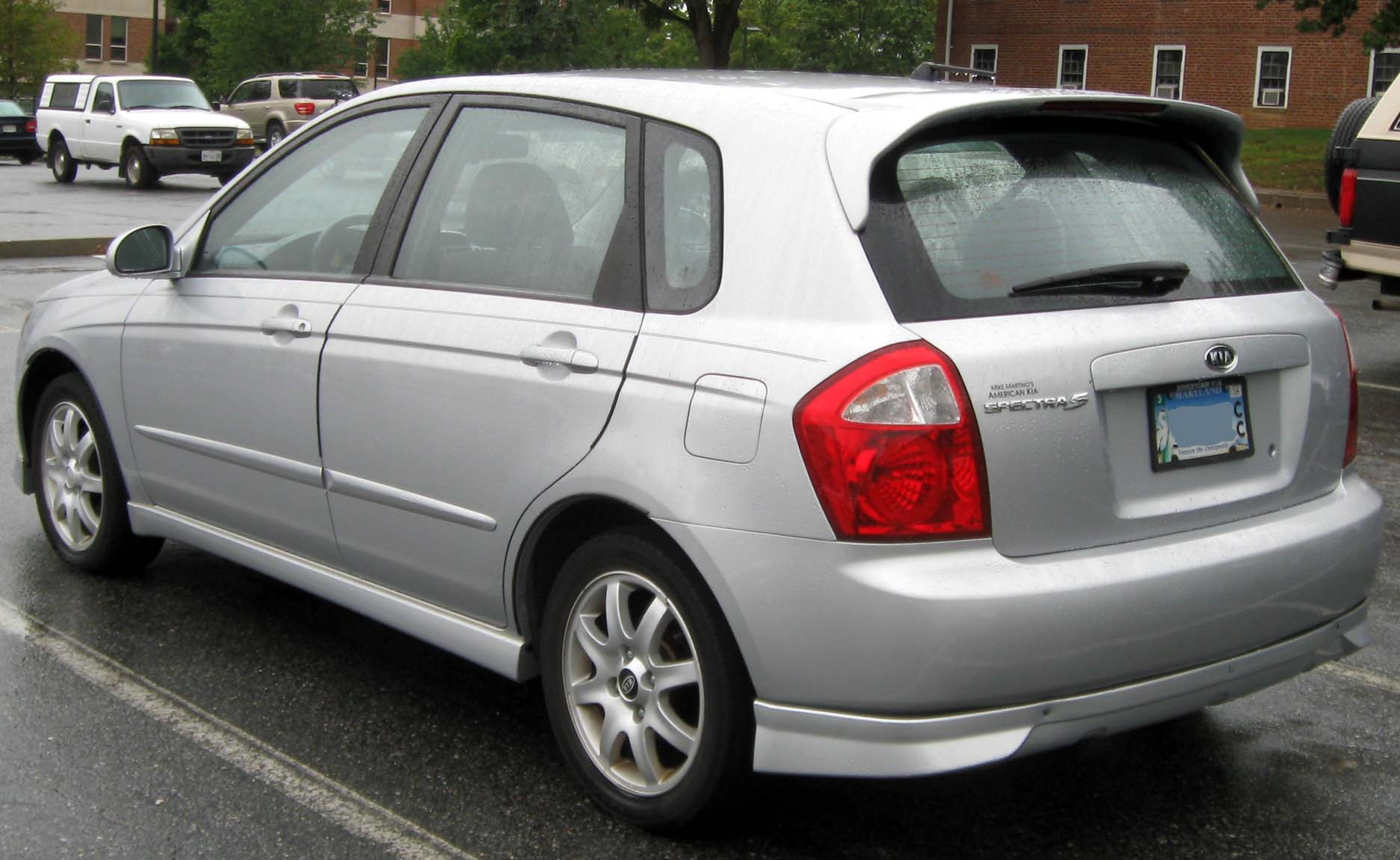
MY2004-2006 Kia Spectra5 SX (SUA)
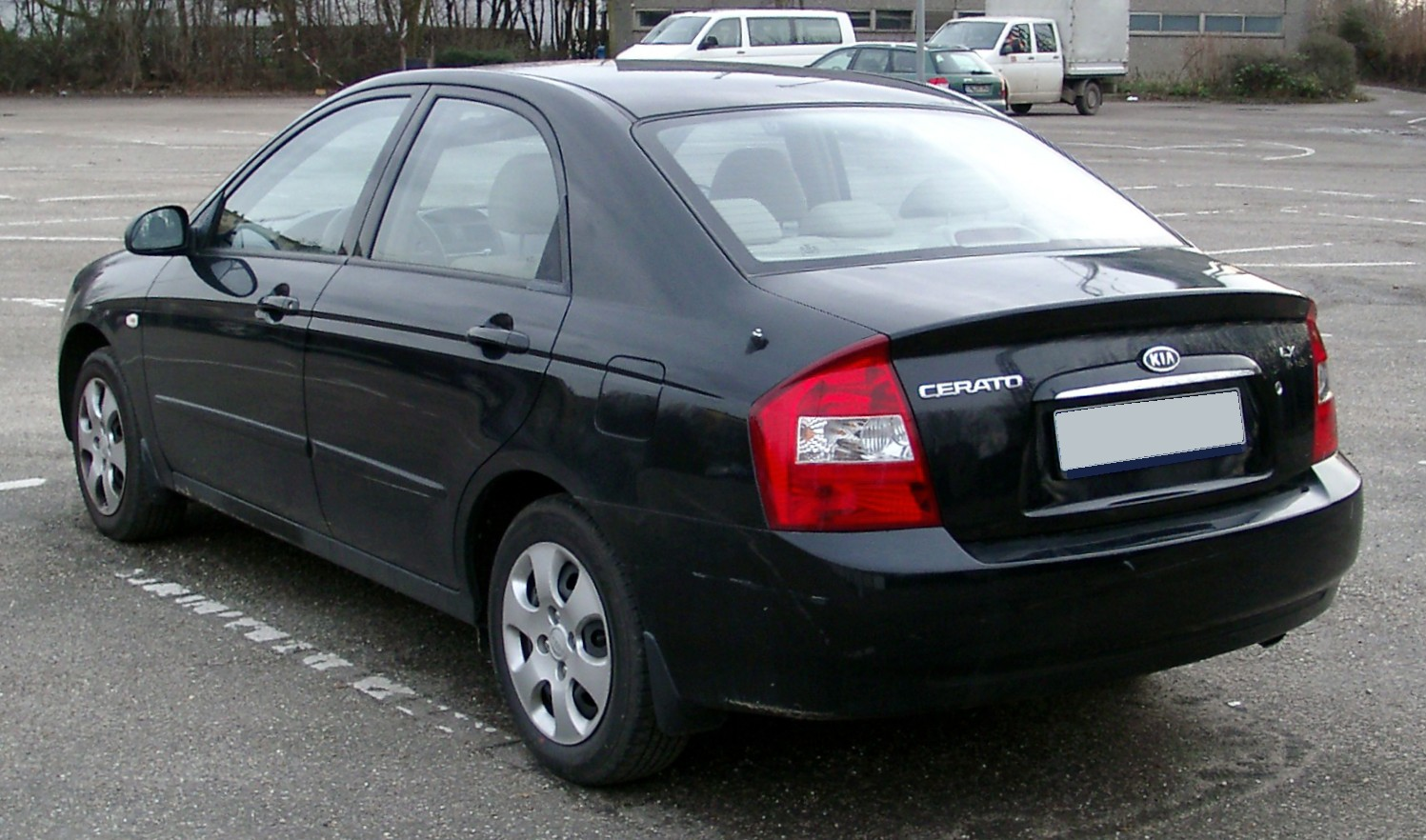
2003-2006 Kia Cerato LX sedan (Germania)

### Facelift
În 2006, o versiune facelift a fost introdusă, incluzând motoarele revizuite "GEMA". Stilistic, barei de protecție și farurile pierdut cutelor lor pronunțat în apropierea zonei grila, capacul portbagajului a devenit mai rotunjite, iar stopurile au fost remodelate.

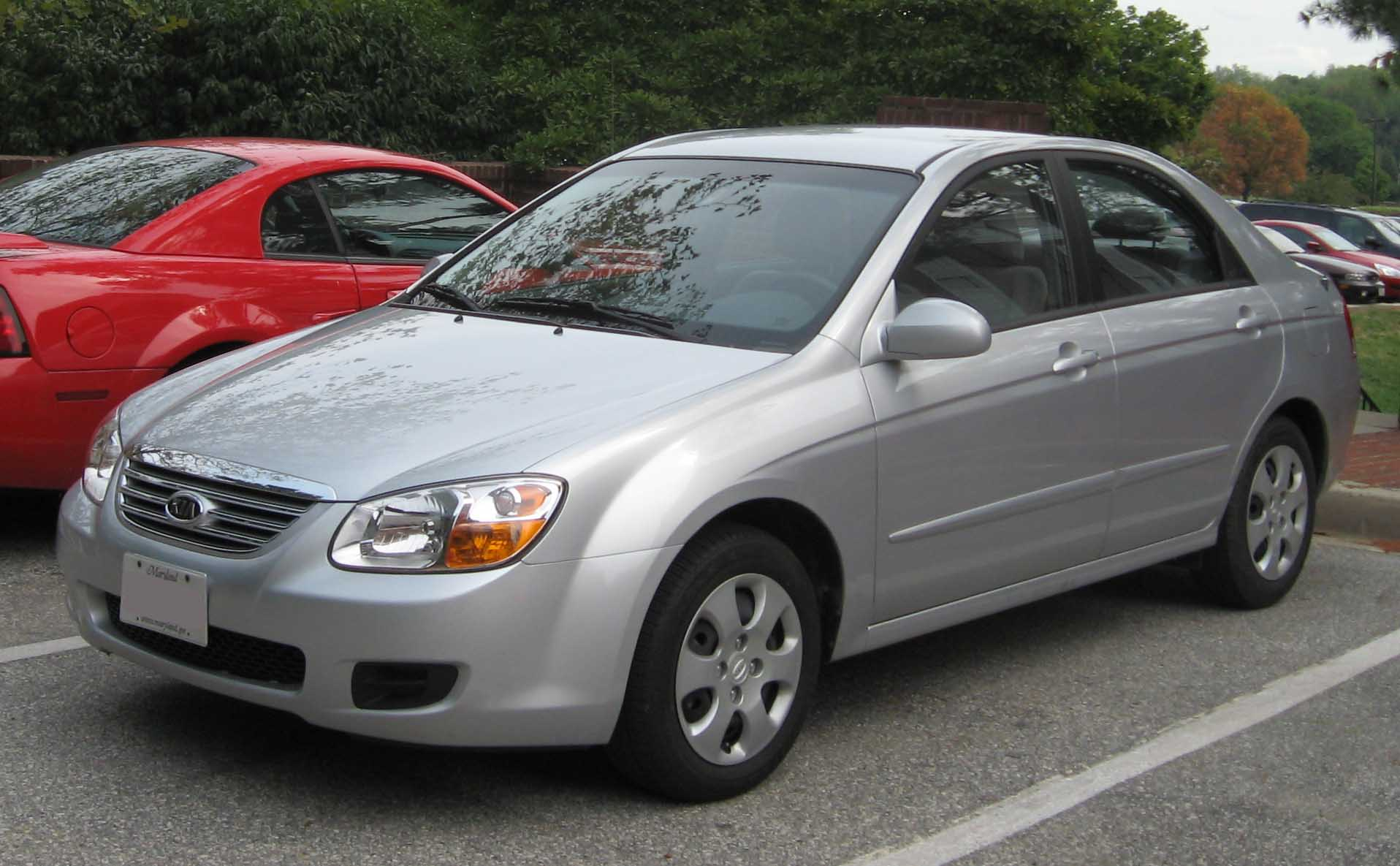
MY2007 Kia Spectra EX sedan (SUA)
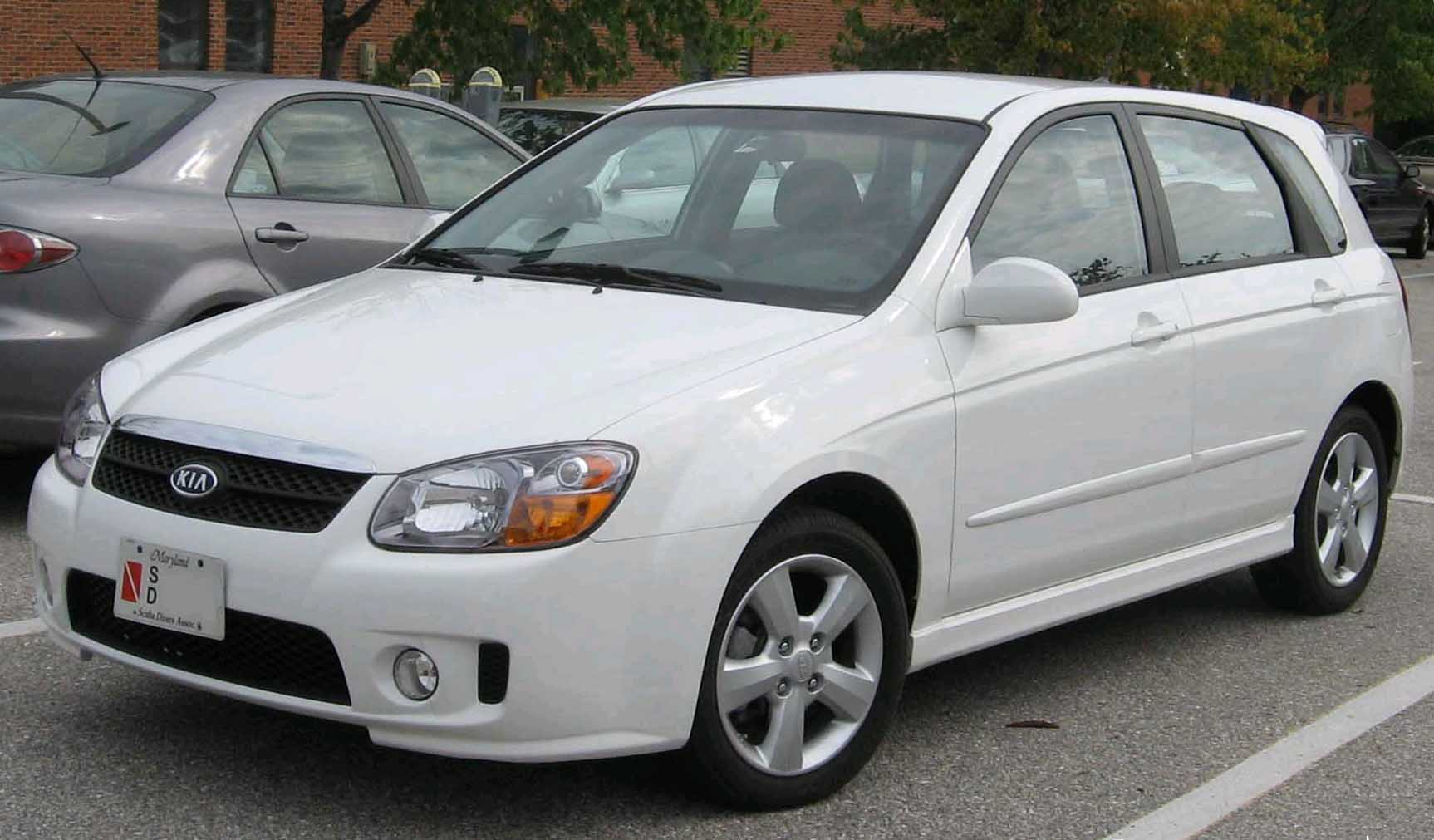
MY2007 Kia Spectra5 hatchback (SUA)
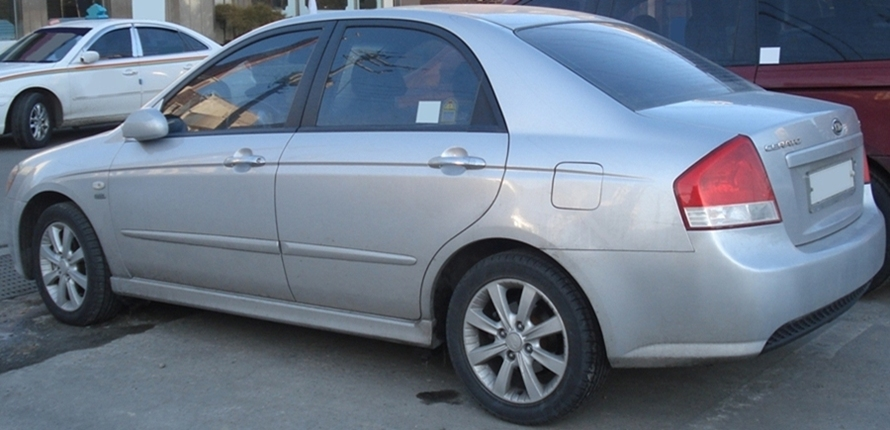
2006-2008 Kia Cerato New sedan SX (Coreea)

## a doua generație (TD, 2008-prezent)

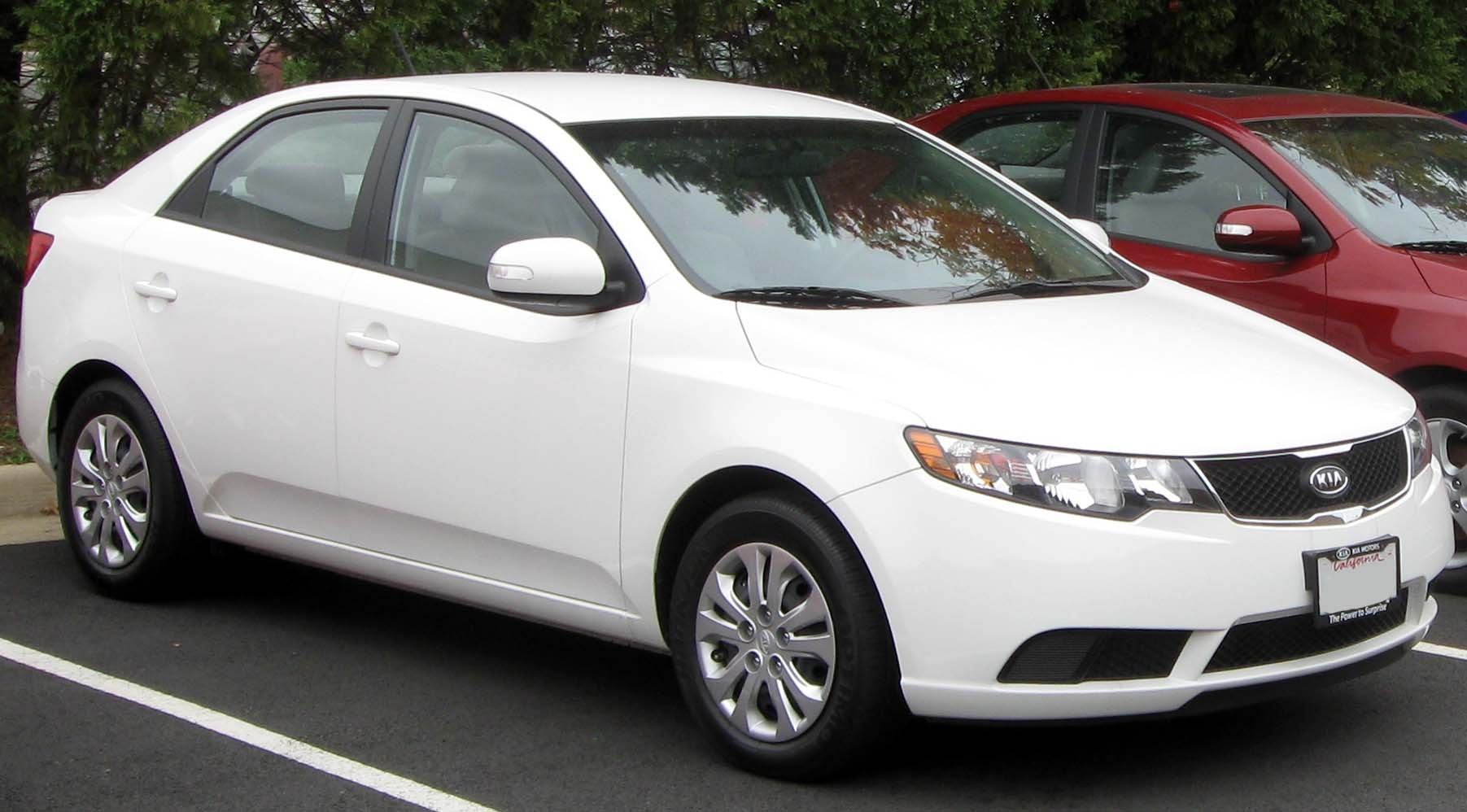
Kia Forte MY2010 (SUA)

Cea de a doua generație Kia Cerato a fost lansata în Coreea de Sud la sfarsitul anului 2008 sub numele de Kia Forte-un nume folosit în cele mai multe pe piețele internaționale. Denumirea "Cerato" a fost reținută în unele piețe, cum ar fi Australia și Brazilia. În Singapore, modelul a doua generație este emblema "Kia Cerato Forte". 